# Yasmin Parvaneh
Yasmin Parvaneh (Oxford, 29 oktober 1964) is een Brits model.

## Biografie
Parvaneh werd begin jaren 80 bekend als model. In 1984 zag Simon le Bon een foto van haar in een tijdschrift. Dit leidde tot een ontmoeting. De twee huwden in 1985. Sindsdien gaat ze door het leven als Yasmin Le Bon. In 1987 werd ze het gezicht voor het modemerk Guess. Parvaneh stond al op de cover van Elle, Vogue, Cosmopolitan en Harper's Bazaar. Ze staat onder contract bij Elite Model.
Samen met haar man heeft ze drie dochters. 